# 宋ボベ
宋 ボベ（ソン・ボベ、송보배、1986年2月22日 - ）は、韓国出身の女子プロゴルファー。 済州道西帰浦市出身。 身長168cm、体重58km、血液型AB型。 得意なクラブは、ショートアイアン。 ホールインワン回数は1回。 家族は、父、母、兄。 趣味は、映画鑑賞、ショッピング。 好きな色は、黄色。 愛称は、本名由来の「ボベ」、「ボベちゃん」。

## 来歴
アマチュア時代から韓国代表として世界各地で転戦し、日本の宮里藍や横峯さくらなどの同い年の各国有望層と競い合い、2004年に18歳でプロ転向、同年いきなり韓国女子ツアー（KLPGA）賞金女王に輝いた。
翌2005年にはその実績を買われ、張晶とともに韓国代表としてワールドカップに出場し2位に入賞、プロ転向3年目で迎えた翌2006年のワールドカップにおいてもミーナ・リーとともに2回目の出場をして5位に入賞した。
同年、日本ツアー（JLPGA）のQTを受験し上位入賞、翌2007年にJLPGA非会員登録制度を活用して日本ツアー参戦し、賞金ランク16位に入ってシード権を獲得した。
2008年3月9日、ダイキンオーキッドレディス（琉球ゴルフ倶楽部、6,384ヤード、パー72）において、日本ツアー初優勝。
2009年10月4日、日本女子オープンゴルフ選手権競技（我孫子ゴルフ倶楽部、6,559ヤード、パー72）において、国内女子メジャー大会初制覇を飾った。横峯さくらとプレーオフに突入後、1ホール目でバーディを奪ったソンが横峯を破っての優勝であった。

## 人物

### 名前の由来・表記
名前の「보배（ボベ）」は、韓国語固有語とされているため漢字での表記はできず、原語のハングルで表記するか、日本語で表記する場合には音転記して「ボベ」とする。韓国語固有語で言う「보배（ボベ）」は、日本語の大和言葉で言えば、財宝類を表現する言葉「たからもの」に相当する。

## おもな戦績
世界大会
- 2005年 ワールドカップ 2位
- 2006年 ワールドカップ 5位

 韓国
- 2006年 レークサイド女子オープン（레이크사이드 여자오픈）優勝

 日本
- 2008年 ダイキンオーキッドレディス 優勝
- 2009年 日本女子オープンゴルフ選手権競技 優勝
- 2009年 ミズノクラシック優勝